# Theme from New York, New York
"Theme from New York, New York" is het themalied van de film "New York, New York" van Martin Scorsese. Het nummer is geschreven door Fred Ebb en John Kander en in de film gezongen door Liza Minnelli. In 1980 werd de bekendste versie van het nummer uitgebracht door Frank Sinatra op zijn album Trilogy: Past Present Future.

## Achtergrond
Liedjesschrijver Fred Ebb en componist John Kander creëerden voor de film New York, New York de gelijknamige titelsong. Het nummer wordt in de film bedacht door het personage van Robert De Niro. Ebb en Kander schreven in 1976 verschillende nummers, die vervolgens aan Martin Scorsese, Liza Minnelli en De Niro werden voorgesteld. Toen De Niro de eerste versie van hun titelsong afkeurde, schreven Ebb en Kander in 45 minuten een nieuw nummer dat uiteindelijk zou gebruikt worden als de titelsong van de film.
Het nummer, dat in de film gezongen wordt door Minnelli, werd in 1978 genomineerd voor een Golden Globe en werd nadien vooral bekend dankzij Frank Sinatra. In oktober 1978 zong Sinatra het liedje tijdens zijn optredens in Radio City Music Hall. Een jaar later nam hij een studioversie op voor zijn album Trilogy: Past Present Future (1980). Deze versie, waarvan de tekst lichtjes verschilt van de originele verzen die door Ebb geschreven werden, groeide uit tot een van Sinatra's bekendste hits.
Sinatra behaalde met zijn versie van het nummer de 32e plaats in de Billboard Hot 100 en scoorde een nummer 2-hit in Canada. In het Verenigd Koninkrijk kwam het oorspronkelijk niet verder dan plaats 59, maar door een heruitgave in 1986 behaalde het de vierde plaats. In Nederland kwam het nummer op de vijfde plaats in de Top 40 en de zevende plaats in de Nationale Hitparade, terwijl in Vlaanderen de derde plaats in de BRT Top 30 werd gehaald. In 1981 verkreeg deze versie van het nummer een nominatie voor een Grammy Award in de categorie Best Pop Vocal Performance, Male. Sinatra nam het nummer nog tweemaal op in de studio, in 1981 voor zijn televisiespecial The Man and His Music en in 1993 voor zijn album Duets in een samenwerking met Tony Bennett.

## Hitnoteringen
Alle noteringen zijn behaald door de versie van Frank Sinatra.

### Nederlandse Top 40
| Hitnotering: 28-06-1980 t/m 30-08-1980 | Hitnotering: 28-06-1980 t/m 30-08-1980 | Hitnotering: 28-06-1980 t/m 30-08-1980 | Hitnotering: 28-06-1980 t/m 30-08-1980 | Hitnotering: 28-06-1980 t/m 30-08-1980 | Hitnotering: 28-06-1980 t/m 30-08-1980 | Hitnotering: 28-06-1980 t/m 30-08-1980 | Hitnotering: 28-06-1980 t/m 30-08-1980 | Hitnotering: 28-06-1980 t/m 30-08-1980 | Hitnotering: 28-06-1980 t/m 30-08-1980 | Hitnotering: 28-06-1980 t/m 30-08-1980 | Hitnotering: 28-06-1980 t/m 30-08-1980 |
| Week                                   | 1                                      | 2                                      | 3                                      | 4                                      | 5                                      | 6                                      | 7                                      | 8                                      | 9                                      | 10                                     |                                        |
| -------------------------------------- | -------------------------------------- | -------------------------------------- | -------------------------------------- | -------------------------------------- | -------------------------------------- | -------------------------------------- | -------------------------------------- | -------------------------------------- | -------------------------------------- | -------------------------------------- | -------------------------------------- |
| Positie                                | 29                                     | 19                                     | 10                                     | 9                                      | 5                                      | 5                                      | 11                                     | 15                                     | 32                                     | 39                                     | uit                                    |

### Nationale Hitparade
| Hitnotering: 05-07-1980 t/m 06-09-1980 | Hitnotering: 05-07-1980 t/m 06-09-1980 | Hitnotering: 05-07-1980 t/m 06-09-1980 | Hitnotering: 05-07-1980 t/m 06-09-1980 | Hitnotering: 05-07-1980 t/m 06-09-1980 | Hitnotering: 05-07-1980 t/m 06-09-1980 | Hitnotering: 05-07-1980 t/m 06-09-1980 | Hitnotering: 05-07-1980 t/m 06-09-1980 | Hitnotering: 05-07-1980 t/m 06-09-1980 | Hitnotering: 05-07-1980 t/m 06-09-1980 | Hitnotering: 05-07-1980 t/m 06-09-1980 | Hitnotering: 05-07-1980 t/m 06-09-1980 |
| Week                                   | 1                                      | 2                                      | 3                                      | 4                                      | 5                                      | 6                                      | 7                                      | 8                                      | 9                                      | 10                                     |                                        |
| -------------------------------------- | -------------------------------------- | -------------------------------------- | -------------------------------------- | -------------------------------------- | -------------------------------------- | -------------------------------------- | -------------------------------------- | -------------------------------------- | -------------------------------------- | -------------------------------------- | -------------------------------------- |
| Positie                                | 25                                     | 19                                     | 7                                      | 10                                     | 11                                     | 14                                     | 24                                     | 32                                     | 49                                     | 50                                     | uit                                    |

### NPO Radio 2 Top 2000
| Nummer met noteringen in de NPO Radio 2 Top 2000 | '99 | '00 | '01  | '02  | '03  | '04  | '05 | '06  | '07  | '08  | '09  | '10  | '11  | '12  | '13  | '14  | '15  | '16  | '17  | '18  | '19  | '20  | '21  | '22  | '23  |
| ------------------------------------------------ | --- | --- | ---- | ---- | ---- | ---- | --- | ---- | ---- | ---- | ---- | ---- | ---- | ---- | ---- | ---- | ---- | ---- | ---- | ---- | ---- | ---- | ---- | ---- | ---- |
| Theme from New York, New York                    | 474 | 998 | 1054 | 1100 | 1015 | 1040 | 951 | 1050 | 1216 | 1067 | 1215 | 1166 | 1078 | 1426 | 1258 | 1478 | 1332 | 1404 | 1500 | 1186 | 1310 | 1259 | 1429 | 1545 | 1643 |

1. ↑  Een vetgedrukt getal geeft de hoogste notering aan.
2. ↑  Deze tabel is bijgewerkt tot en met de laatste editie (2024).